# (17363) 1978 VF3
A (17363) 1978 VF3 a Naprendszer kisbolygóövében található aszteroida. Eleanor F. Helin és Schelte J. Bus fedezte fel 1978. november 7-én.